# Zona blava (demografia)

Diagrama de Venn de les tres zones blaves de Loma Linda, Sardenya i Okinawa

Una zona blava en demografia és una regió amb una alta esperança de vida, per sobre de la resta, tot i que el terme està acompanyat de controvèrsia. El terme fou encunyat per Dan Buettner. Són àrees separades entre elles i amb unes cultures molt diferents, per la qual cosa les xifres de longevitat no poden associar-se només al nivell de desenvolupament econòmic o al clima. Entre els trets comuns destaca la importància atorgada a la família, una dieta alta en llegums i baixa en carn, activitat física diària, vida social activa en les diferents generacions i poca incidència del tabaquisme. En algunes de les zones, però no a totes, l'alimentació es complementava amb nous i vi (factors considerats protectors del colesterol i de malalties cardiovasculars per alguns metges). La concepció de la vida, menys procliu a l'estrès, apareixia també com un factor rellevant en algunes àrees estudiades.
Les zones blaves identificades són Sardenya, la Prefectura d'Okinawa, la població de Loma Linda (Califòrnia), la península de Nicoya i l'illa grega d'Icària. En aquestes cinc regions es concentra la major proporció de persones centenàries del planeta.